# Nik Bonitto
Nikolas Bonitto (Fort Lauderdale, 26 settembre 1999) è un giocatore di football americano statunitense che milita nel ruolo di outside linebacker per i Denver Broncos della National Football League (NFL).

## Carriera

### Denver Broncos
Al college Bonitto giocò a football a Oklahoma. Fu scelto nel corso del secondo giro (64º assoluto) assoluto nel Draft NFL 2022 dai Denver Broncos. Debuttò come professionista subentrando nella gara del terzo turno vinta contro i San Francisco 49ers in cui mise a segno un tackle. La sua stagione da rookie si chiuse con 14 placcaggi, 1,5 sack e un fumble forzato in 13 presenze, nessuna delle quali come titolare.
Nell'ottavo turno della stagione 2024 Bonitto mise a segno un sack per la sesta gara consecutiva, la striscia più lunga attiva nella NFL e la più lunga per un giocatore dei Broncos da Von Miller nel 2018. Nel Monday Night Football della settimana 13 mise a segno un intercetto su Jameis Winston dei Cleveland Browns ritornando il pallone per 71 yard in touchdown. Due settimane dopo segnò nuovamente nella vittoria sugli Indianapolis Colts. Divenne così il primo giocatore da J.J. Watt nel 2014 con almeno dieci sack e due touchdown segnati in una stagione. A fine stagione fu convocato per il suo primo Pro Bowl e inserito nel Second-team All-Pro dopo essersi classificato terzo nella NFL con 13,5 sack.

## Palmarès
- Convocazioni al Pro Bowl: 1

2024
- Second-team All-Pro: 1

2024